# 斯特拉瑟主義
施特拉塞尔主義（德語：Strasserismus 或 Straßerismus）是一种第三位置主义的政治思想，有时被看作国家社会主义的一个分支，坚持革命民族主义和经济反犹主义。由于施特拉塞尔主义同时反对被看做传统左翼的共产主义以及希特勒个人独裁的纳粹主义。政治上的民族主义和经济上社会主义使得施特拉塞主义兼具极左和极右的色彩。
施特拉塞主义的原则基于激进政治、群众运动和以工人为基础的政治。它们比纳粹党领袖阿道夫·希特勒的政治思想更具进攻性。施特拉塞尔主义得名于施特拉塞尔兄弟——格雷戈尔·施特拉塞尔和奥托·施特拉塞尔。
在奥托·施特拉塞退出纳粹党后，施特拉塞尔主义在冲锋队中依然拥有许多支持者，这是希特勒在1934年7月发动了长刀之夜的一个诱因，长刀之夜肃清了纳粹党内部的施特拉塞主义者并杀死其领导人格雷戈尔·施特拉塞尔及冲锋队领导者恩斯特·罗姆。
在其政治生涯中，奥托·施特拉塞尔领导了纳粹党内的一个极端民族主义派系。他相较于希特勒更强调社会主义，反对金融资本而强调计划经济，因理念不合最终于1930年被纳粹党开除。此后，他组建了国家社会主义革命战斗联盟（黑色阵线）以与纳粹党竞争。由于其政治理念，1933年奥托·施特拉塞尔离开德国流亡国外，直至二战后的1953年他才回到联邦德国。
在20世纪80年代，施特拉塞尔主义倡导的革命民族主义和经济反犹主义重新出现于英国国民阵线的政治中。

## 施特拉塞尔兄弟

### 格雷戈尔·施特拉塞尔
格雷戈尔·施特拉塞尔（1892年—1934年）于一战后参加了自由军团，由此开始了他在极端民族主义德国政治中的职业生涯。他参加了1920年3月13日的卡普政变，并建立了其自己的本土运动准军事组织，后来并入纳粹党的“人民保卫联盟”。格雷戈尔·施特拉塞尔最初是希特勒的忠实支持者，因此参加了啤酒馆政变，并在纳粹党中担任高级职务。但是，格雷戈尔·施特拉塞尔是纳粹党内激进派的坚定拥趸，认为应该采取民族主义革命的举措以解决战后德国面临的贫困问题，并应寻求德国工人阶级的政治支持。

希特勒成为德国总理后，领导者纳粹党准军事组织冲锋队的恩斯特·罗姆呼吁进行第二次民族社会主义革命，将商业、社会及政治精英从德国政府、经济及政治的权力职位上移除。格雷戈尔·施特拉塞尔和罗姆提出的“二次革命”遭到了保守派、军方和希特勒派的反对，后者更倾向于德国的有序专制制度，而非施特拉塞尔派提出的政治破坏性计划。

### 奥托·施特拉塞尔
奥托·施特拉塞尔（1897年—1974年）也曾是自由军团的成员，但他之后加入了德国社民党，并反对卡普政变。1925年，奥托·施特拉塞尔加入了纳粹党，在其中他不断宣传社会主义在民族社会主义中的重要性，因此奥托·施特拉塞尔被认为比其兄长更为激进。他在1930年被纳粹党开除出党，之后他成立了自己的反对派组织“黑色阵线”，呼吁一种特定的德意志民族主义的“社会主义”革命。1933年，奥托·施特拉塞尔逃离德国，辗转生活于捷克斯洛伐克和加拿大，晚年回到西德并撰写了大量关于希特勒的文章。他认为希特勒背离了纳粹主义的理念。

## 意识形态
“施特拉塞尔主义”后来被用于描述与施特拉塞尔兄弟相关的纳粹主义形式。尽管他们参与了1920年《二十五点纲领》的指定，但两人都呼吁“打破金融资本的桎梏”。阿道夫·希特勒从戈特弗里德·费德尔那里借用了这一说法，他也反对纳粹党人所说的“金融资本主义”（Finanzkapitalismus）和资本主义（raffendes Kapital，大致译为“敛财资本主义”，暗指“犹太资本主义”），并将其与生产者主义或所谓的“生产资本主义”相提并论。
这种民粹形式的经济反犹主义由奥托·施特拉塞尔在1925年出版的《民族社会主义信件》（Nationalsozialistische Briefe）提出，其中讨论了阶级斗争、财富再分配以及与苏联结盟的可能性。他在1930年出版的后续著作《部长席位或革命》（Ministersessel oder Revolution）中抨击了希特勒对纳粹主义社会主义层面的背离，并批评了领袖原则这一概念。尽管格雷戈里响应了其弟的诸多呼吁，但由于其在纳粹党中的时间更长及其早逝，他对施特拉塞尔主义的影响较小。与此同时，奥托·施特拉塞尔继续拓展其观点，呼吁解散大庄园并发展类似行会社会主义的东西，并建立相应的国家合作商会，以在经济计划发挥主导作用。
施特拉塞尔主义是否为纳粹主义的一种独特形式存在争议。根据历史学家伊恩·克肖的说法，“冲锋队的领导人（包括格雷戈里·施特拉塞尔）对德国的未来并没有另一种愿景，也没有提出其它的政治理念”。施特拉塞尔派主张纳粹政权的激进化并推翻德国贵族，称希特勒的上台是一场需要完成的半革命。
奥托·施特拉塞尔也强烈支持泛欧民族主义，甚至称赞理查德·尼古拉斯·冯·康登霍维-凯勒奇倡导泛欧统一的努力。
在第三帝国的政策中，受奥托·施特拉塞尔抨击最激烈的是德国对西班牙内战的干涉。他甚至呼吁党卫军、冲锋队和国防军以“德国人不为西班牙流血，德意志万岁”的口号反对希特勒。

## 影响

### 在20世纪30年代的芬兰
芬兰政治家于尔约·鲁图在1932年建立了芬兰民族社会主义联盟，这是当时芬兰的几个纳粹主义政党之一。鲁图的理念包括将大公司及其它对国家利益至关重要的资产国有化、自给自足的计划经济、由工会控制的议会以及任命技术官僚为部长。鲁图的政党一直处于芬兰政坛的边缘，从未在议会中获得任何席位，但它被认为对卡累利阿学术协会及芬兰总统乌尔霍·吉科宁的意识形态产生了相当大的影响。1944年，芬兰的所有纳粹主义政党都因违反《莫斯科停战协定》禁止法西斯政党的第21条而被解散。鲁图的政党的一部分前成员，如于尔约·基尔佩拉伊嫩和温托·瓦尔约嫩成为战后芬兰社会民主党右翼的突出人物。另一位著名的前成员，维耶蒂·尼凯嫩成为激进人民党的副主席。1957年，该党董事会成员海伊·瓦里斯后来成为莱纳·冯·菲安特内阁的社会事务部长。

### 在战后的德国

斯特拉瑟主义者所使用的旗帜，本为黑色阵线的旗帜

在20世纪70年代，随着与希特勒没有联系的年轻成员以及更强烈的经济反犹主义的兴起，施特拉塞尔主义开始在欧洲极右翼团体中被更多地提及。20世纪60年代后期，施特拉塞尔主义成为德国国家民主党（NPD）内部的一种趋势。这些施特拉塞尔派主导将阿道夫·冯·塔登开除出党，在他离开后，该党在谴责希特勒方面变得更为激烈，因为他们认为希特勒为了讨好商界和军队领导人尔背离了社会主义。
尽管施特拉塞尔主义最早被NPD采用，但很快它就与更边缘的极端主义认为联系在一起，特别是米夏埃尔·屈嫩。他在1982年出版了一本小册子《告别希特勒》，其中包括对施特拉塞尔主义的强烈支持。德国人民社会主义运动/工党是一个在1982年被取缔的小型极端主义运动，采用了这一政策；其后继组织民族主义阵线也做了相同的时期，其十点纲领呼吁“反唯物主义的文化革命”和“反资本主义的社会革命”，以强调对这一思想的支持。20世纪80年代后期，自由德国工人党在弗里德海姆·布瑟的领导下也向这些思想迈进。
施特拉塞尔主义运动“黑色阵线”的旗帜及其剑锤交叉的象征已经被德国和其它欧洲的新纳粹分子用以代替更为臭名昭著的纳粹旗帜，因为纳粹旗帜在德国等一些国家被禁止。

### 在英国
施特拉塞尔主义于20世纪70年代初在英国出现，以国民阵线的出版物《不列颠优先》为中心，其主要作者为大卫·麦卡登、理查德·劳森和丹尼斯·皮里。他们反对约翰·丁达尔的领导；并与约翰·金斯利·里德结盟，并最终跟随他加入国家党。国家党呼吁英国工人夺取工作权，并提出了相当于施特拉塞尔主义的经济政策。尽管如此，国家党是短命的：一定程度上由于里德对施特拉塞尔主义缺乏热情，这个理念的主要代表人物渐行渐远。
20世纪20年代初期，安德鲁·布朗斯将施特拉塞尔主义再次引入国民阵线，以使该党的意识形态更加清晰。但是，施特拉塞尔主义很快成为官方国民阵线激进分子的领地，理查德·劳森被任命为幕后角色以帮助指导政策。这位政治战士最终选择了分产主义作为本土替代方案，但他们以及他们的继承者国际第三位置强烈的反资本主义言论还是表明了施特拉塞尔主义的影响。在这种背景下出现了特洛伊·索斯盖特，他自己及其相关组织（如英国民族主义运动和民族革命派）的意识形态都受到施特拉塞尔主义的影响。

### 其他国家

波兰民族社会主义党的党徽

第三位置团体的灵感通常来自意大利，由于他们基于经济反犹主义的理念强烈反对资本主义，所以他们常常借鉴施特拉塞尔主义。这在法国尤引人注目，在那里，学生团体联盟防务小组和更近成立的法国复兴都赞扬了施特拉塞尔主义的经济纲领。
将纳粹主义重新解释为具有左翼基础的尝试也受到施特拉塞尔主义的强大影响。一个著名的例子是波夫尔·里斯-克努森，他于1984年创作了受施特拉塞尔主义影响的著作《民族社会主义：左翼运动》。
在美国，白人至上主义者汤姆·梅茨热受到屈嫩小册子的影响，与施特拉塞尔主义有一定联系。同样在美国，前传统主义工人党的马修·海姆巴赫认为自己是施特拉塞尔主义者。海姆巴赫经常在公开演讲中发表反资本主义言论，而非反犹主义、反共济会或反共主义。因为经济观点被视为过于左翼，海姆巴赫被开除出民族社会主义运动。海姆巴赫表示，民族社会主义运动“基本上希望自己仍是一个政治上无能为力的白人至上主义团伙”。